# Brontopriscus pleuralis
Brontopriscus pleuralis is een keversoort uit de familie spitshalskevers (Silvanidae). De wetenschappelijke naam van de soort werd in 1877 gepubliceerd door David Sharp.